# Shank (film, 2009)
Pour les articles homonymes, voir Shank.
Pour plus de détails, voir Fiche technique et Distribution.
Shank est un drame britannique sorti en 2009, avec Wayne Virgo, Marc Laurent, Alice Payne et Tom Bott. Ce film a été écrit par Darren Flaxstone et Christian Martin, et réalisé par Simon Pearce,,,.
Ce film a reçu le prix du public en 2009 au festival Festival International de cinéma gay et lesbien de Barcelone ainsi que le Emerging Talent in Queer Cinema en 2009 au Festival du film gay et lesbien de Miami,,.

## Synopsis
L’action se passe à Bristol (on voit plusieurs fois le Pont suspendu de Clifton, et des images de ce qui est sans doute le Bristol International Balloon Fiesta, un festival de montgolfières). Cal (Wayne Virgo) a 18 ans. Il appartient à un gang et sa vie tourne autour de la drogue, du sexe et de la violence gratuite, et il vit son homosexualité en secret. Au début du film il trouve un partenaire sexuel Scott (Garry Summers), sur internet et finit par l’agresser et l’abandonner en rase campagne. Cela ne suffit pas à lui faire oublier qu’il désire son meilleur ami, Jonno (Tom Bott). Nessa (Alice Payne), qui est de facto la chef de bande et qui est remplie de haine depuis la mort de son bébé quand elle avait 14 ans, soupçonne qu’il y a quelque chose entre eux deux sans pouvoir trouver quoi. Jonno, qui se laisse manipuler par Nessa, ne parvient pas à exprimer les sentiments très forts qui le lient à Cal. Nessa les manipule pour essayer d’y voir plus clair, et de séparer les deux amis. 
Un étudiant français, Olivier (Marc Laurent), se fait attaquer par la bande. Cal intervient pour calmer Jonno et Nessa, et permet la fuite d’Olivier. Il le retrouve ensuite et le reconduit chez lui. Olivier l’autorise à passer quelques jours avec lui pour qu’il échappe à la colère de Nessa. Il le séduit, et amène Cal à découvrir la tendresse. Scott prévient Olivier (son élève) qu’il faut qu’il se méfie de Cal et lui donne son numéro de téléphone. 
Nessa entreprend de retrouver Cal. Avec Jonno et le reste de la bande, elle kidnappe Olivier et en informe Cal. Celui-ci vient pour sauver Olivier, et confronte Nessa. Il lui explique que lui aussi a été blessé par la mort du bébé – et qu’il en était le père : elle devrait tourner la page. Pendant ce temps, Jonno et les autres réduisent la voiture de Cal en miettes, puis s’en prennent à lui. Jonno est hors de lui, et il viole Cal avant de partir. Olivier contacte Scott qui vient et les met en sécurité. 
À la fin du film, Cal envoie à Scott une vidéo montrant l’agression d’un homme dont on a vu les images au début du film, et présente ses excuses : la victime se trouve être le mari de Scott (ils portent tous deux une alliance) et il est toujours à l’hôpital, dans le coma. Cal jette son téléphone et monte dans le train avec Olivier, coupant ainsi les derniers liens avec son passé.

## Fiche technique
- Réalisation : Simon Pearce
- Producteurs : Christian Martin, Robert Shulevitz
- Scénario : Christian Martin, Darren Flaxstone
- Musique : Barnaby Taylor
- Studio : FAQs
- Distributeur : TLA Releasing
- Durée : 94 minutes
- Pays :  Royaume-Uni
- Langue : anglais
- Budget : £20,000

## Distribution
- Wayne Virgo : Cal
- Marc Laurent : Olivier
- Alice Payne : Nessa
- Tom Bott : Jonno
- Garry Summers : Scott
- Bernie Hodges : Will
- Christian Martin : David
- Louise Fearnside : Dayna
- Lewis Alexander : Souljah
- Oliver Park : membre de la bande 1

## Sortie
Shank est sorti le 14 avril 2009 au Royaume-Uni, et aux États-Unis le 1er mai 2009, au Miami Gay and Lesbian Film Festival. Le DVD est sorti le 8 décembre 2009.

### Critique
Ce film obtient un taux d'approbation de 60 % sur le site Rotten Tomatoes.

## Récompenses
- Prix du public au Barcelona International Gay & Lesbian Film Festival 2009
- Prix Emerging Talent in Queer Cinema au Miami Gay and Lesbian Film Festival, 2009